# مستشفى بن صميم
مستشفى بن صميم لللأمراض الصدرية والتنفسية، هو مشتشفى تاريخي مهجور شيد سنة 1948 بقرية زاوية بن صميم، بجماعة بن صميم، إقليم إفران، جهة فاس مكناس بالمغرب، من قبل الحماية الفرنسية على ربوة مرتفعة وسط غابة البلوط الأخضر بزاوية بن صميم، على ارتفاع 1511 متر على سطح البحر، وعلى مساحة تقدر ب 35 هكتار ويتألف من 8 طوابق.

## الموقع
يقع المستشفى على ربوة مرتفعة وسط غابة البلوط الأخضر بزاوية بن صميم. وقع الاختيار على هذه المنطقة لإقامة المصحة نظرا لهوائها الطبيعيى الصحي، وجودة مواردها الطبيعية، وذلك بعد دراسة قام بها كل من المهندس المعماري "جاك ساج" بتعاون مع المهندس "هينري روسان".

## التاريخ
بعد وضع الحجر الأساس للمصحة أطلق عليها إسم مصحة موريس بونجان، ثم تغير إسمها بموجب الظهير الشريف المؤرخ في 31 يناير 1953، وأصبحت تدار كمؤسسة عمومية تحمل اسم المركز الاستشفائي للأطلس المتوسط. دشنت المصحة رسميا يوم 18 أبريل 1955 من طرف المقيم العام الفرنسي بالمغرب فرانسيس لاكوسط، والكاتب العام لإدارة الحماية بيبون موريس، والكولونيل هيبرت مدير الداخلية، والسيد ليفاسور وهو مدير عيادة، ورئيس منطقة مكناس، والكولونيل كليسكا، رئيس دائرة أزرو. بمناسبة حفل التدشين ألقيت أربع كلمات من طرف كل من الدكتور جاك كاطا مدير المستشفى، والدكتور جيورج سيكولط مدير الصحة العمومية والعائلة بالمغرب، والدكتور أوجالو مدير التطهير العمومي الذي قدم إلى المغرب لتمثيل وزير الصحة العمومية الفرنسي. والمقيم العام الفرنسي بالمغرب، ومن أهم ما جاء في هذه الخطابات:

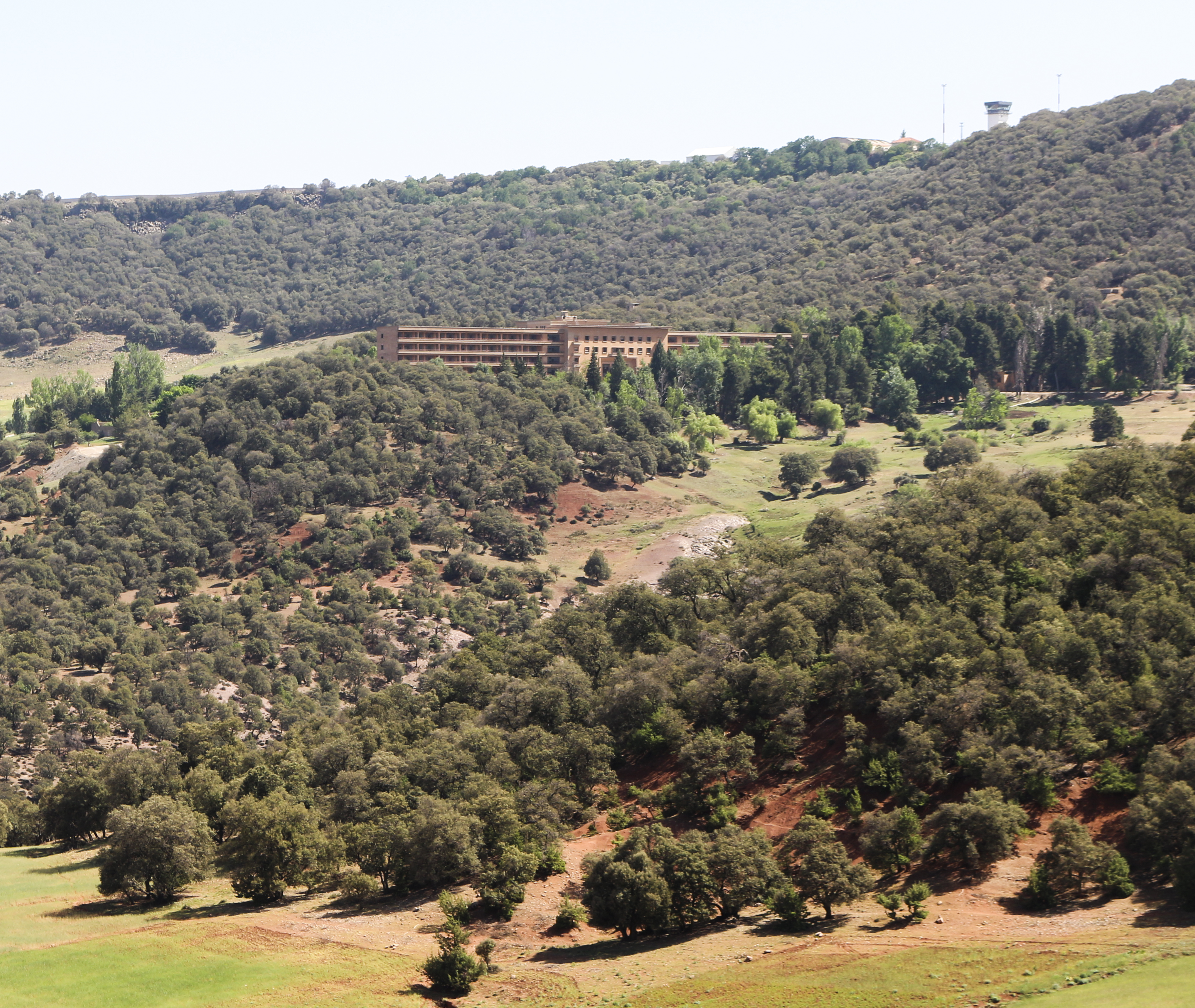
مستشفى بن صميم يعلوه مطار إفران

" إن تأسيس مصحة بن صميم يعتبر حلقة مهمة ومتطورة في تاريخ الصحة العمومية بالمغرب، ومكانته بين بقية الأمم التي بعدما ستقضي على الأمراض الصحية المزمنة ستشرع في مواجهة وحل المشاكل الاجتماعية" - الدكتور أوجالو، مدير التطهير العمومي الفرنسي.
"إن بناء هذه المؤسسة الصحية بمنطقة أزرو سيربط أقصى جنوب المغرب إلى حدود وجدة فيما يتعلق بمحاربة داء السل"، كما أشار أيضا إلى أن بناء هذه المؤسسة الضخمة هو بمثابة إظهار حسن نية فرنسا في المغرب الذي يتجلى في كونه عمل إنساني يهدف إلى القضاء على الأمراض المزمنة - فرانسيس لاكوسط، المقيم العام الفرنسي بالمغرب.

## المرافق

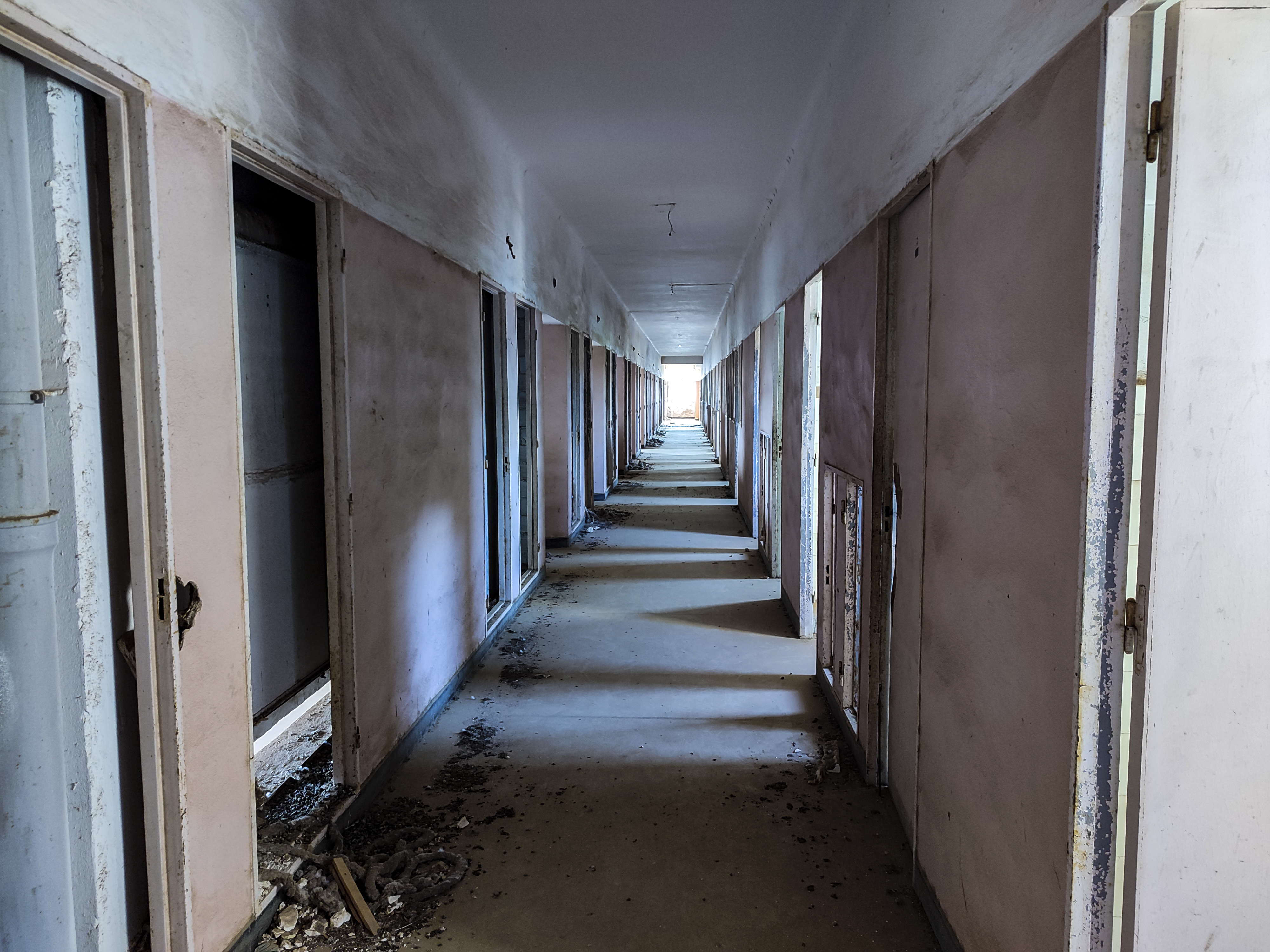
مستشفى بن صميم من الداخل

أنفقت الدولة على هذا المستشفى مبلغا يقدر ب 87.854.918 فرنك، وكان الأول من نوعه حينها، ومن بين المستشفيات الحديثة الأولى في العالم. سنة 1956 زار الملك محمد الخامس بدوره هذه المصحة وتفقد أحوال المرضى. تم بناء المستشفى على شكل حرف T، يضم 7 طوابق، و أزيد من 400 غرفة مختلفة الوظائف، من غرف المرضى، إلى غرف العمليات والجراحة والحجر الصحي، إضافة إلى المطبخ وقاعة الأكل، وقاعة الإستقبال، والمرأب ومستودع الموتى، والسينما، والمصاعد، كما كانت المصحة مجهزة بالكهرباء والماء الساخن، واستخدمت فيها أجهزة حديثة. توجد في المشتشفى أيضا كنيسة ومسجد للعبادة، إضافة إلى العديد من المرافق الأخرى..

## الوضع الحالي
بعد استقلال المغرب سنة 1956، تكفلت وزارة الصحة المغربية بإدارة المستشفى، وفي سنة 1973 تم إغلاقه بشكل نهائي، وأصبحت المباني والمساكن الخارجية بمثابة مركز للإستجمام خاص بموظفي وزارة الصحة المغربية. تعرض المستشفى خلال هذه الفترة لنهب وتخريب جميع تجهيزاته الطبية، وخلا منتصف الثمانينات من القرن الماضي، تم استغلاله كمعسكر للتدريب، ليصبح بعدها بناية مهجورة روجت حولها إشاعات بكونها مسكنا للجن. بررت وزارة الصحة المغربية إغلاق المستشفى بانخفاض نسبة الوفيات بداء السل في المغرب. هذا الوضع دفع بعض النشطاء في المنطقة للمطالبة بإعادة فتح المستشفى، أو تحويله إلى فندق تستفيد منه الساكنة.

## معرض الصور

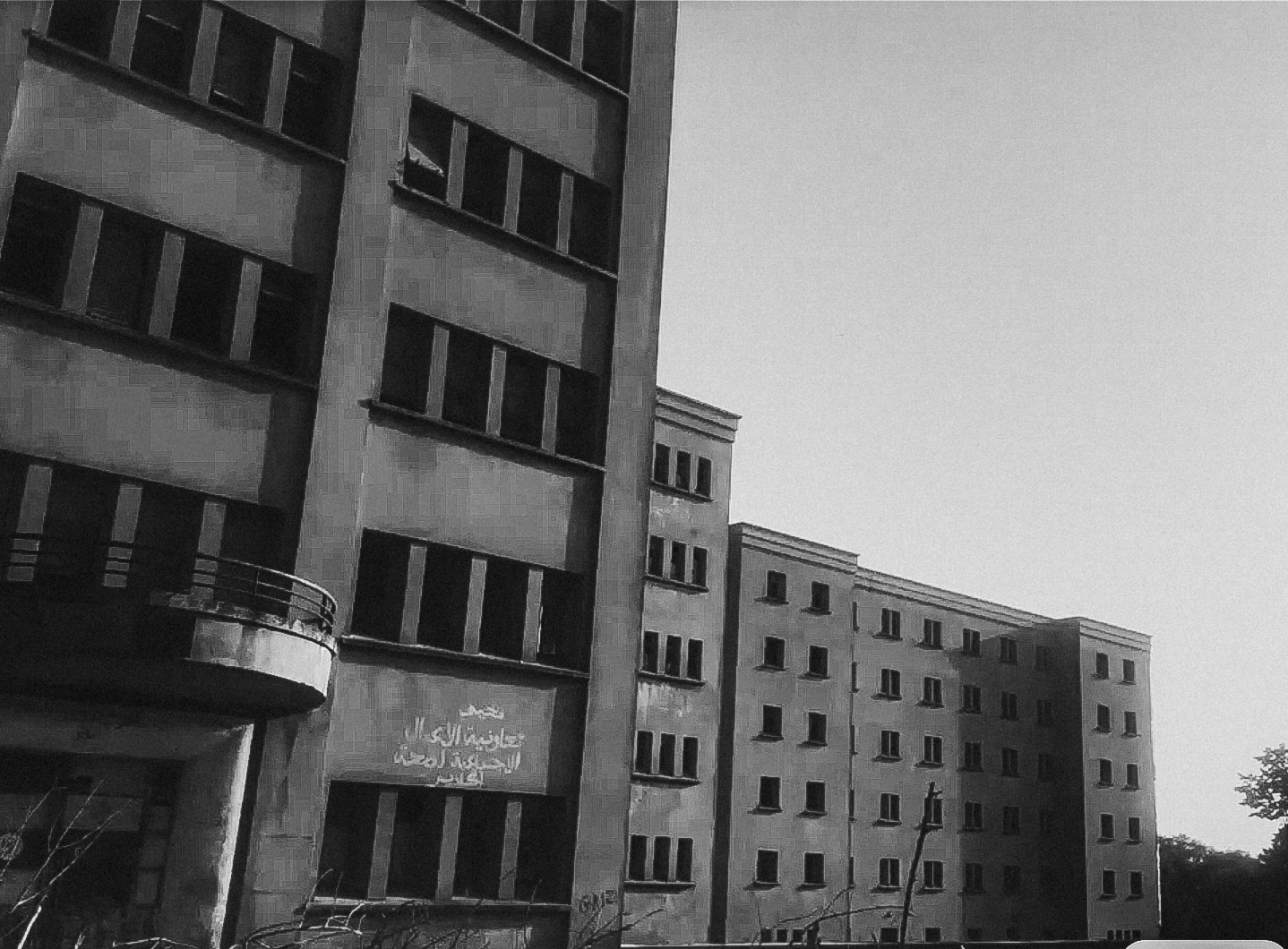
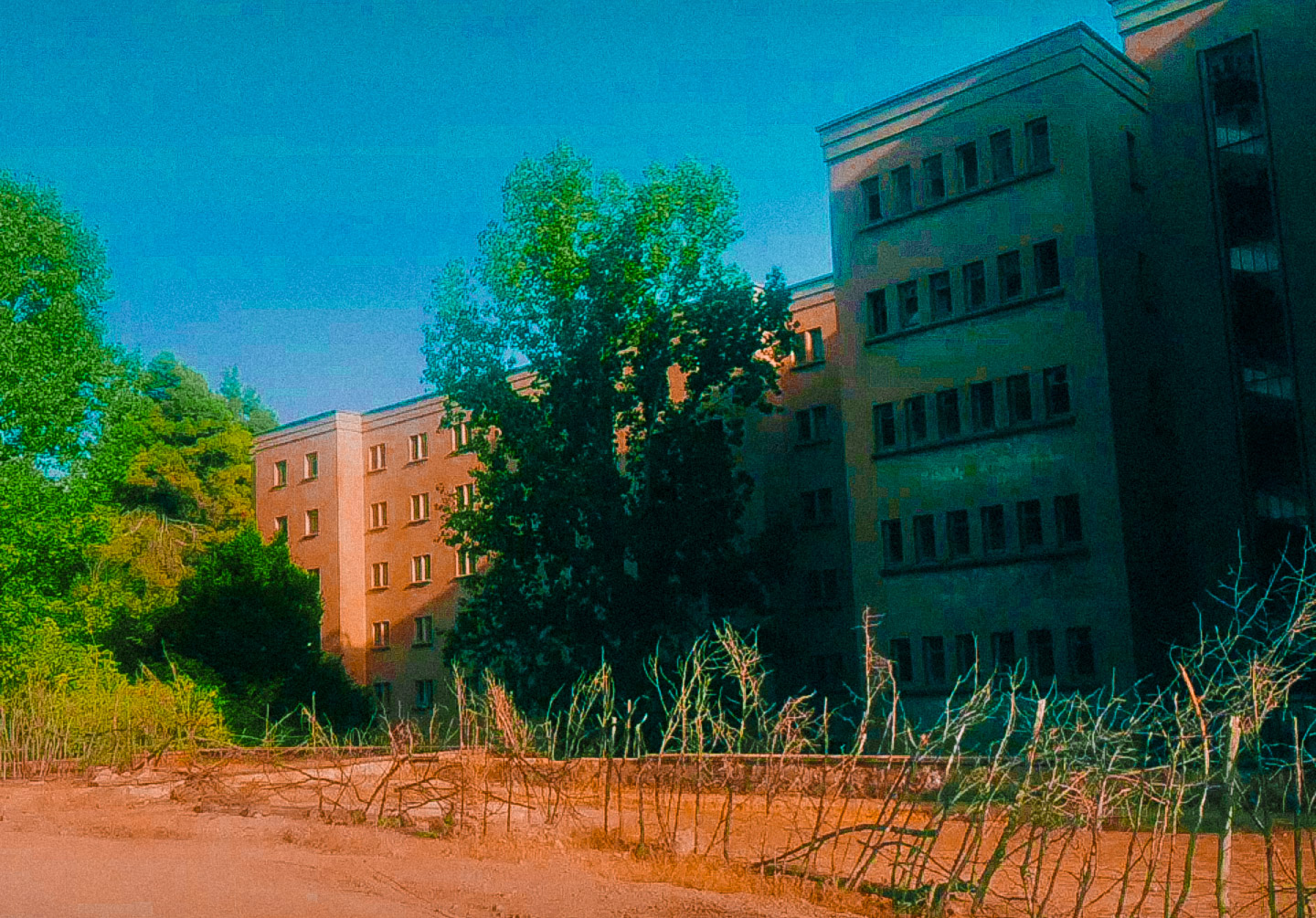
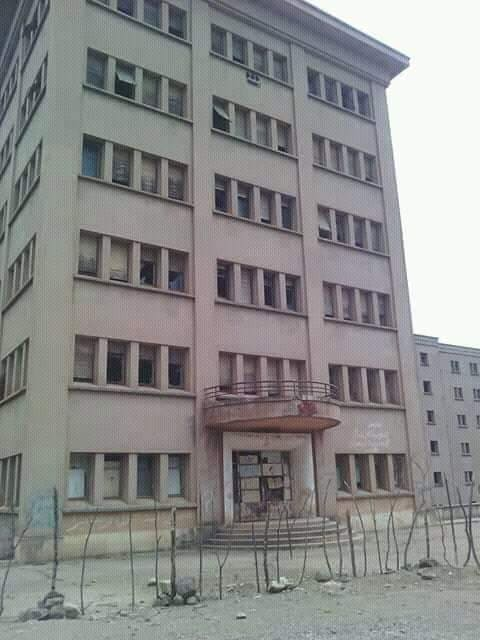
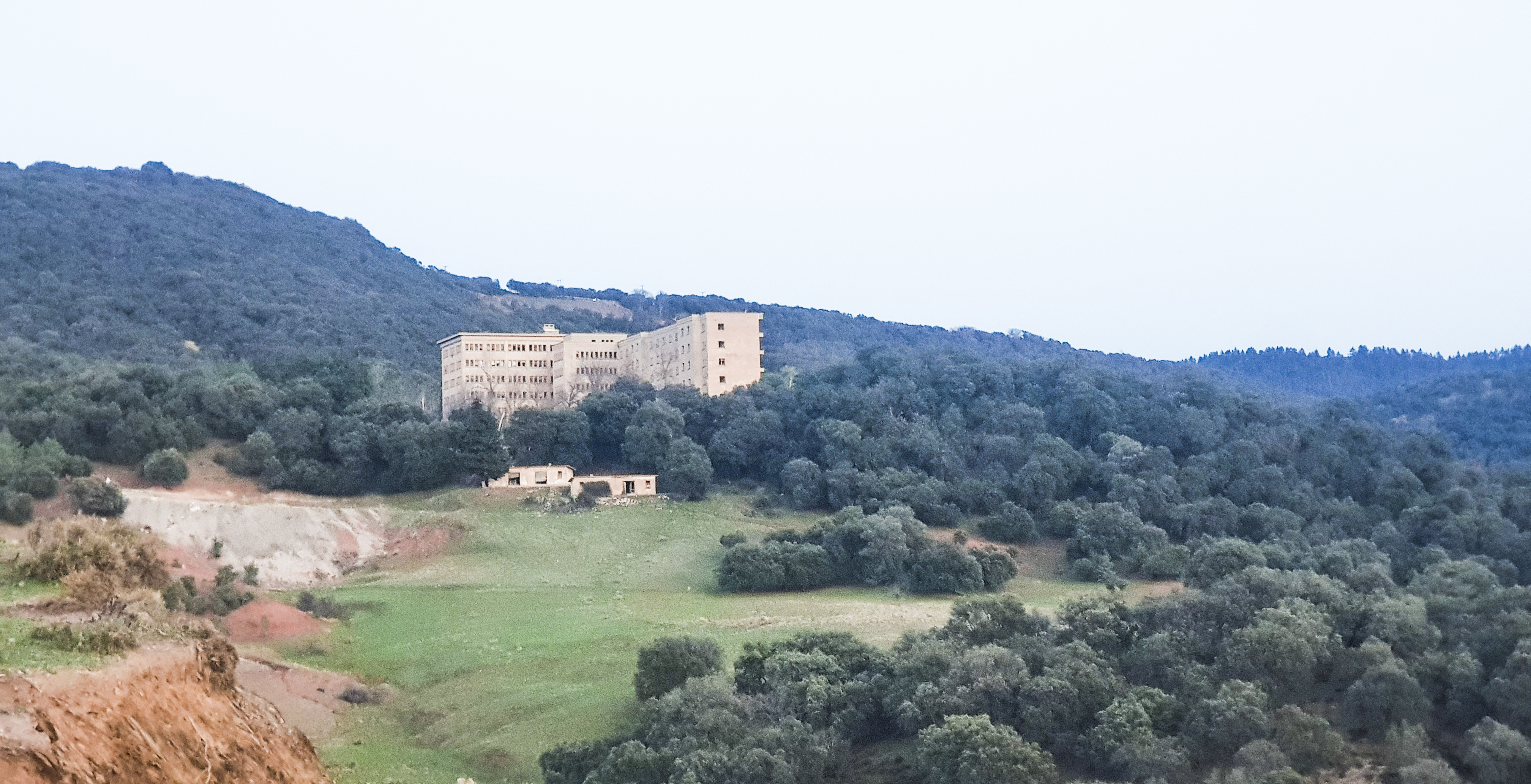
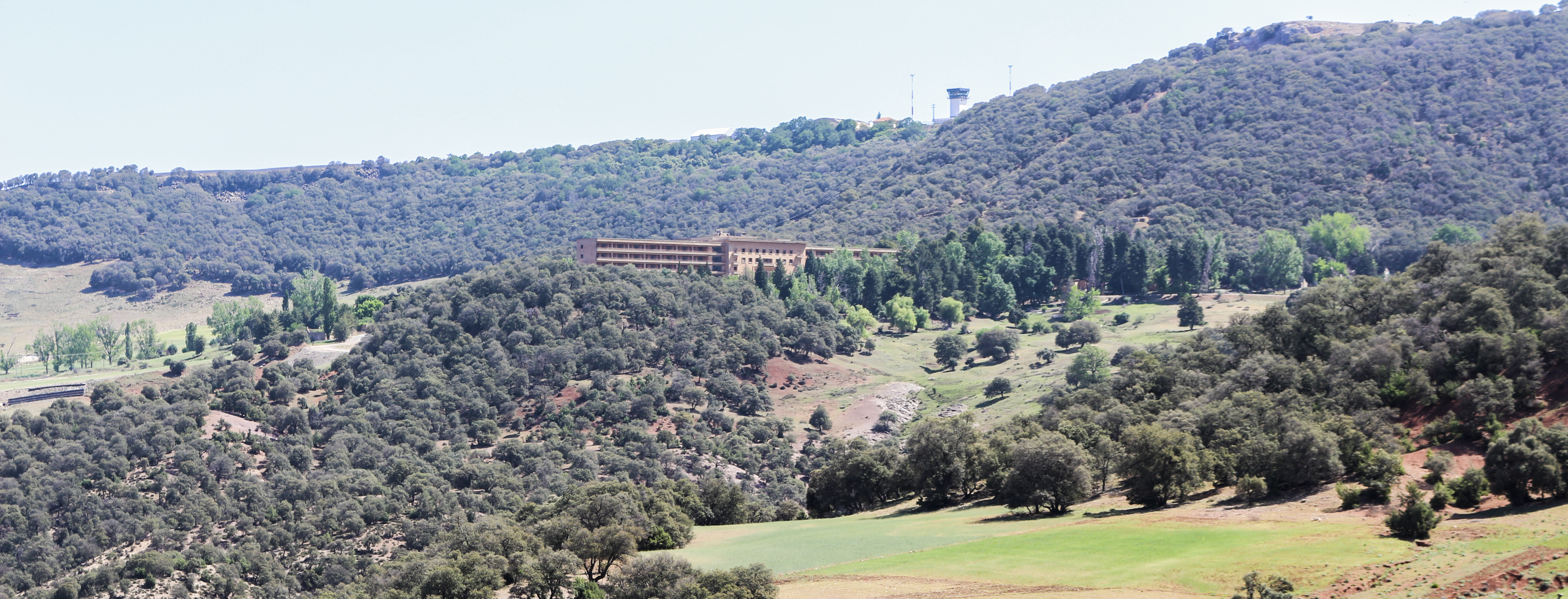
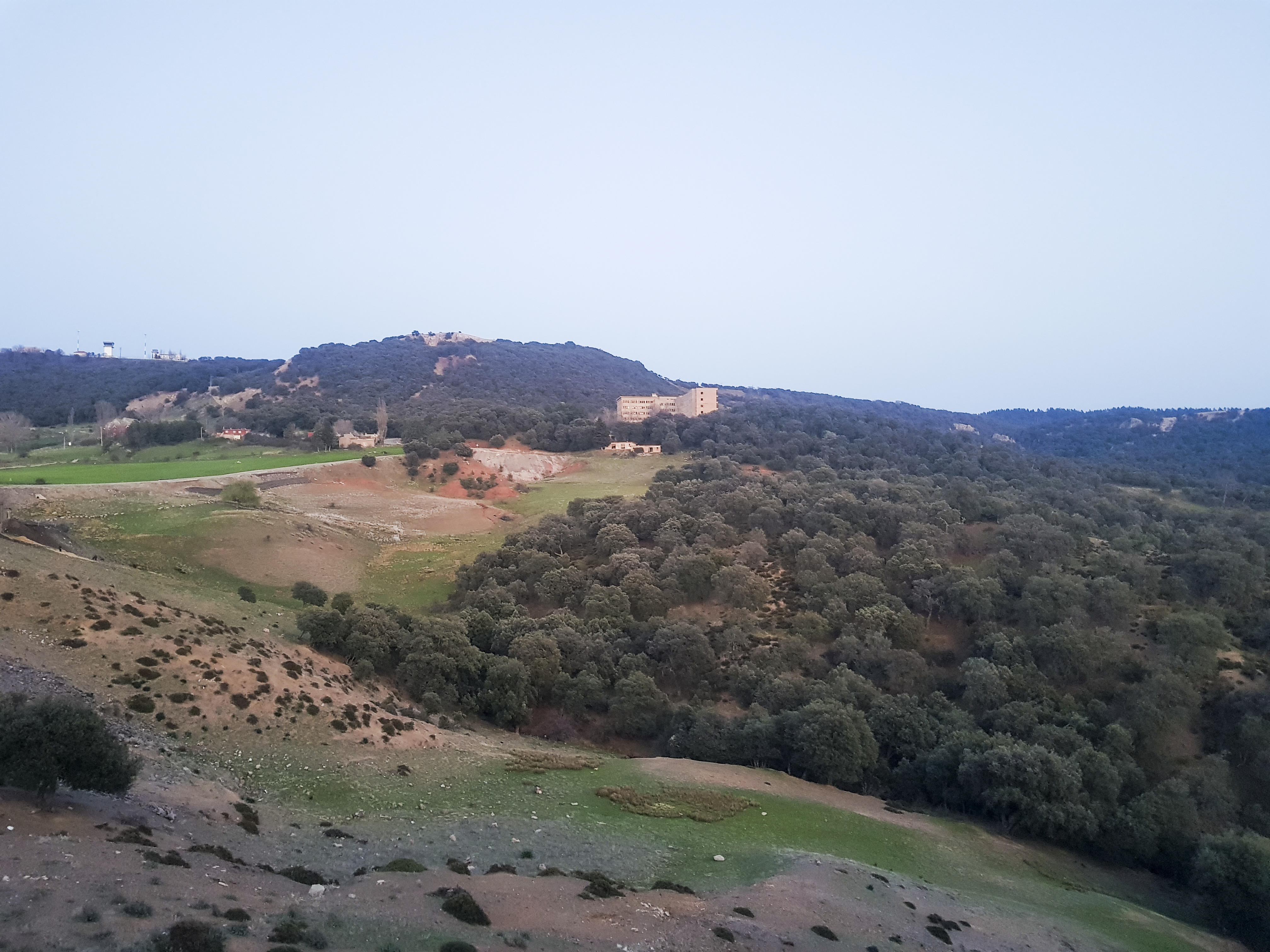